# Sultanina

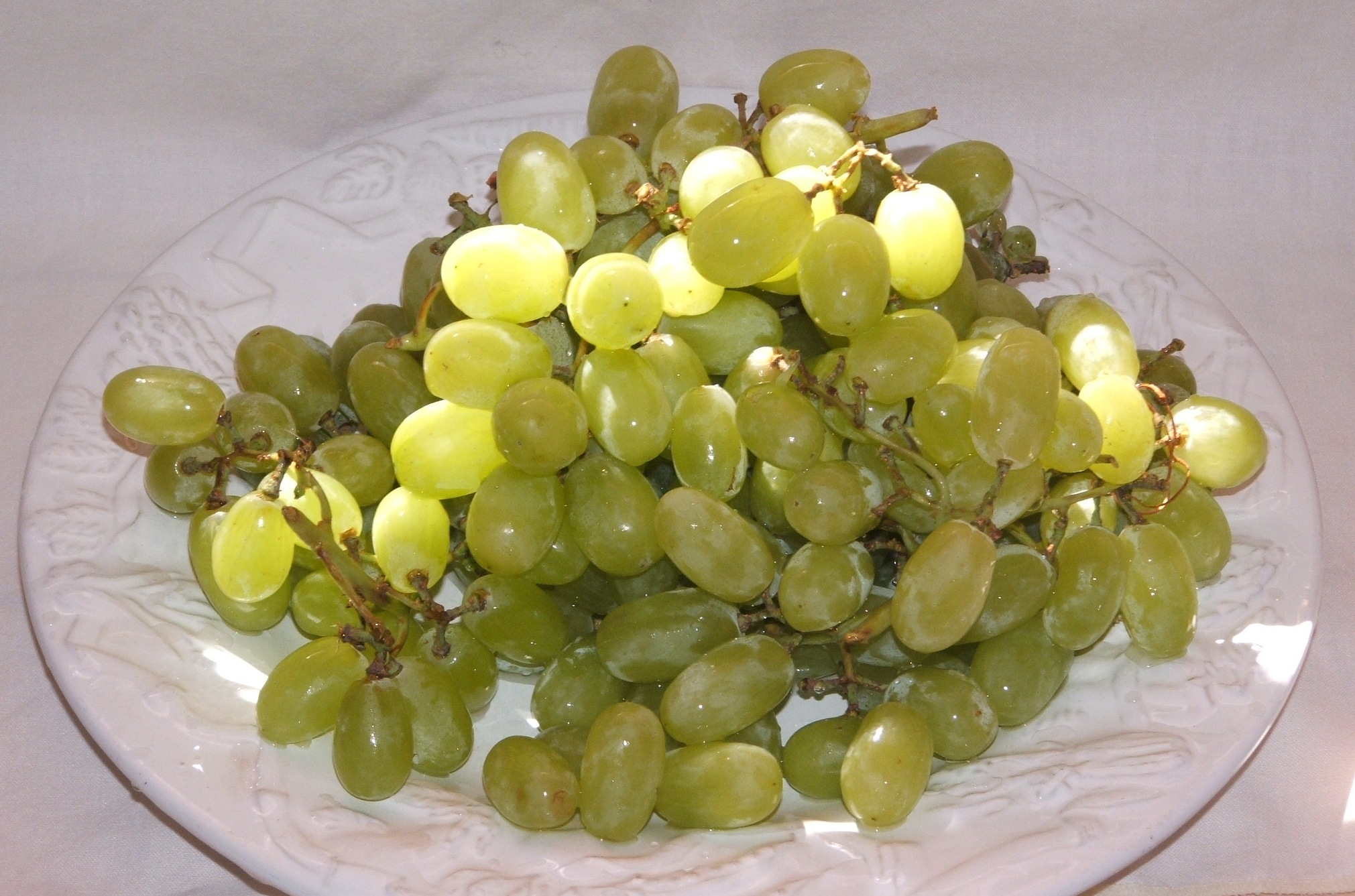
Racimo de uvas sultaninas.

La sultanina (España, Chile y Argentina) o sultana (Australia y Sudáfrica) es una variedad de uva blanca conocida como "Manzuva" en algunas regiones de España por su textura similar a la de la manzana. No tiene semillas y es habitual su uso para la producción de pasas, que son llamadas a veces simplemente sultanas o sultanis. Produce pasas que son mayores que las pasas de Corinto. No obstante, la sultanina es más pequeña que otras variedades sin semillas que también pueden ser secadas para producir pasas.
Es conocida también como thompson seedless (Estados Unidos), lady de Coverly (Inglaterra) y kishmish de frutos ovales (Irán, Turquía, Palestina). Se cree que se originó en el Imperio otomano.
Las pasas sultanas son pequeñas, dulces y tienen un color dorado. Otras uvas sin semillas del antiguo Imperio otomano, como la kishmish de frutos redondeados, también son secadas para hacer pasas sultanas más grandes.

## Historia
Los otomanos tomaron la variedad de la isla de Creta en el siglo XIX. La pasa sultana se exportaba desde el Imperio turco otomano hacia los países de habla inglesa y de ahí su nombre de sultana o sultanina. Actualmente Turquía y Australia son los principales productores.
En los Estados Unidos se le atribuye a William Thompson haber introducida esta variedad en 1878, por lo que también se la conoce con el nombre de thompson seedless (en inglés: thompson sin semilla), Según el Código de Normas Federales de los Estados Unidos, sultana y thompson seedless son sinónimos. Virtualmente toda la producción de pasas de California (aproximadamente el 97% en el 2000) y más o menos un tercio de la total región de vid de California es de esta variedad, haciendo de ella la más ampliamente plantada.

## Regiones
En la actualidad Australia y Turquía son los principales productores. También se planta ampliamente en California. Además, está presente en Argentina, Alemania, Austria, Brasil, Canadá, Chile, China, Chipre, España, Rusia, Francia, Grecia, Hungría, India, Israel, Italia, Japón, México, Nueva Zelanda, Portugal, República Checa, Rumania, Eslovaquia, Sudáfrica, Suiza, Túnez, Ucrania, Uruguay y los países de la ex-Yugoslavia.

## Pasas
En los Estados Unidos, muchas pasas, incluidas las que tienen el habitual color marrón, están hechas con uvas conocidas como thompson seedless (thompson sin semillas). El término "sultana" se aplica a las uvas secas de color dorado, que también son llamadas "pasas doradas". También se pueden usar otras variedades para producir pasas doradas, que son comercializadas con el nombre de "sultanas". De hecho, el color dorado puede dársele a las uvas con un tratamiento con sulfuro de dióxido, en lugar de con los métodos tradicionales de secado y conservación. 
Muchas uvas sultanas no orgánicas de California son tratadas con la hormona de crecimiento inducido giberelina
En otras variedades, la giberelina es liberada por las semillas.
En algunas jurisdicciones, las uvas sin semillas secas son clasificadas como "sultana" o como "thompson raisins" (pasas thompson) en función de los métodos de secado empleados. Las sultanas son sumergidas en una disolución de agua, potasio carbonatado y aceite vegetal para ser secadas, mientras que las thompson raisins no son tratadas con esta disolución, sino que son secadas naturalmente, por lo que requieren más tiempo para su secado que las sultanas. A causa de esto, las thompsons son más oscuras que las sultanas.

## Otros usos
La uva sultana también es usada para hacer vino blanco, que es conocido por su "insipidez dulce". La sultanina es definida como la "uva de los tres modos", ya que puede usarse como uva de mesa, para hacer pasas y para hacer vino. La thompson seedless es la uva más plantada de California debido a este triple uso. En los Estados Unidos es la base para el vino conocido comúnmente como "chablis". Este vino es nombrado así por la región francesa de Chablis, pero no es un verdadero vino de Chablis. En la Unión Europea, el chablis puede hacerse con la uva chardonnay producida en la región del departamento de Yonne.
Es usada para:
- Industrias como la producción de cereales para el desayuno y pastelería.
- Uva de mesa para supermercados
- Yogures y helados.
- Ensaladas y postres.

La uva sultana fue vendida fraudulentamente como uva chardonnay en Australia para la vinificación, debido al coste más bajo de la sultana. El fraude fue descubierto en 2003 por la Corporación Australiana de Vino y Brandy. Fue considerada la mayor decepción en temas de vino de la historia australiana.

### Vinos
Los vinos de sultanina son secos y semisecos, de cuerpo ligero, producidos en Turquía. Las uvas de sultaniye usadas en la vinificación crecen sobre todo en Denizli y en Manisa, en la región egea de Turquía. Las uvas sultaniye son consumidas como uvas de mesa y como pasas, así como para vino. Los vinos de semillón y de sultanina de la región de Marmara, Turquía, han atraído la atención del mercado local y el internacional.

## Sinónimos
Los sinónimos de esta uva son ak kishmish (hindi) , avtobi (ruso), banati abyad (árabe) , banati (rumano) , bealo bez seme (croata), , beneti blanc, bidane (Hausa), cekirdeksiz sultani (turco) , cekirdeksiz topan (turco), cekirdeksiz yuvarlak (turco), cekirdeksiz (turco), couforago (portugues), erevane zheltyi (ruso), erevani degin (rumano), feher szultanszoeloe (húngaro), kishmish alb (hindi), kishmish belye (ruso o quizás hindi), kishmish belyi ovalinye (nepalí), kishmish gidra (malgache), kishmish indiskii (bengalí), kishmish kryglyi (hindi) ,  kishmish zheltyi (ruso), kismis (indonesio), kismisi beyaz (turco), kouphorrogo (griego), maisi o maizi (letón), oval kishmish (hindi) , pass seedless (inglés), saru kishmish sultanie(hindi) , shendel khani (hindi), sin pepita, sin semilla, sultani beyaz, sultani sirihi, sultani, sultanina bianca (italiano) , sultaniye kinalyi, summit, tsimpimpo (griego), uva de pasa, wuhebai.